# Trimeniaceae
Famille
Classification APG III (2009)
Les Trimeniaceae (ou Triméniacées en français) sont une petite famille de plantes à fleurs de l'ordre des Austrobaileyales. Ce sont des plantes de divergence ancienne.

## Étymologie
Le nom vient du genre Trimenia lui-même portant le nom du botaniste anglais Henry Trimen (1843-1896), qui travaillait au British Museum à l'époque où le genre a été décrit pour la première fois, ami du botaniste allemand Berthold Carl Seemann (1825-1871).

## Description
Ce sont des arbres ou des arbustes parfois grimpants, producteurs d'huiles essentielles, des régions subtropicales à tropicales. On les rencontre en Malaisie, en Australie et dans les îles du Pacifique.
La classification phylogénétique situe cette  famille parmi les familles de divergence ancienne. En classification phylogénétique APG II (2003) et classification phylogénétique APG III (2009) la famille est incluse dans l'ordre des Austrobaileyales.

## Liste des genres
Selon Angiosperm Phylogeny Website (16 mai 2010) et NCBI (28 mars 2010) :
- genre Trimenia Seem.

Selon DELTA Angio (28 mars 2010) :
- genre Piptocalyx
- genre Trimenia

## Liste des espèces
Selon NCBI (1 novembre 2020) :
- genre Trimenia
  - Trimenia moorei
  - Trimenia neocaledonica
  - Trimenia sp. CCWD-2000

Selon Catalogue of Life (1 novembre 2020) :
- genre Trimenia
  - Trimenia bougainvilleensis
  - Trimenia macrura
  - Trimenia marquesensis
  - Trimenia moorei
  - Trimenia neocaledonica
  - Trimenia nukuhivensis
  - Trimenia papuana
  - Trimenia weinmanniifolia